# قطعنامه ۱۳۷۸ شورای امنیت
قطعنامه ۱۳۷۸ شورای امنیت سازمان ملل متحد که در تاریخ ۱۴ نوامبر ۲۰۰۱ تصویب شد، سندی بین‌المللی دربارهٔ اوضاع در افغانستان است. این قطعنامه طی نشست ۴۴۱۵ام با ۱۵ رای موافق، ۰ مخالف و ۰ ممتنع تصویب شد.